# Norbert Kuchinke
Norbert Georg Kuchinke (* 5. Mai 1940 in Schwarzwaldau, Schlesien; † 3. Dezember 2013 in Berlin) war ein deutscher Journalist und Schauspieler.
Seit 1973 war Kuchinke der erste Korrespondent von Der Spiegel und Stern in Moskau. In der Sowjetunion wurde Kuchinke als Darsteller eines dänischen Slawistikprofessors in dem Film Marathon im Herbst von Giorgi Danelia bekannt. Später spielte er in dem Film Nastja desselben Regisseurs mit.
Kuchinke ist der einzige Westeuropäer, der mit zwei Orden „Für Mitarbeit mit der Russischen Orthodoxen Kirche“ ausgezeichnet wurde.

## Filmografie
- 1979: „Marathon im Herbst“  (Rolle: Bill Hansen, Professor)
- 1982: «Две главы из семейной хроники»  (Rolle: Gast auf der Party ausländischer Korrespondenten)
- 1986: „Boris Godunow“  (Rolle: Walter Rosen)
- 1993: „Nastja“  (Rolle: Ausländer)
- 2008: Otkuda berutsja deti? / Woher die Kinder kommen? (Rolle: Proxor sr.)